# جام جهانی کشتی ۲۰۱۷ - فرنگی مردان
مسابقه جام جهانی کشتی فرنگی مردان در سال ۲۰۱۷ و در شهر آبادان به تاریخ ۱۶ الی ۱۷ مارس برگزار شد.

## مرحله گروهی
|  | تیم صعود کننده برای مکان ۱ |
|  | تیم صعود کننده برای مکان ۳ |
|  | تیم صعود کننده برای مکان ۵ |
|  | تیم صعود کننده برای مکان ۷ |

### گروه ۱
| تیم      | بازی | برد | باخت |
| -------- | ---- | --- | ---- |
| روسیه    | ۳    | ۳   | ۰    |
| ایران    | ۳    | ۲   | ۱    |
| آلمان    | ۳    | ۱   | ۲    |
| قزاقستان | ۳    | ۰   | ۳    |

| قزاقستان ۰ - ۸ روسیه | قزاقستان ۰ - ۸ روسیه | قزاقستان ۰ - ۸ روسیه | قزاقستان ۰ - ۸ روسیه |
| وزن                  | قزاقستان             | نتیجه                | روسیه                |
| -------------------- | -------------------- | -------------------- | -------------------- |
| ۵۹ ک‌گ                | ژانسیریک سارسینبایف  | ۰ – ۳                | استپان ماریاین       |
| ۶۶ ک‌گ                | دانیار کالینوف       | ۱ – ۲                | الکسی کیانیکین       |
| ۷۱ ک‌گ                | دیمیو ژادرایف        | ۲ – ۴                | یوری دنیس‌اف          |
| ۷۵ ک‌گ                | ماخات یرژیپوف        | ۱ – ۵                | چنگیز لابازانوف      |
| ۸۰ ک‌گ                | دولت ژاکسیلیکوف      | ۱ – ۵                | عدلان آکبف           |
| ۸۵ ک‌گ                | عظمت کاستوبایف       | ۱ – ۱                | اوگنی سالیف          |
| ۹۸ ک‌گ                | علیم‌خان سیزدیکوف     | ۱ – ۸                | ماکسیم استفاریان     |
| ۱۳۰ ک‌گ               | دامیر کاظم‌بایف       | ۱ – ۵                | بوریس واینستین       |

| آلمان ۱ - ۷ ایران | آلمان ۱ - ۷ ایران | آلمان ۱ - ۷ ایران | آلمان ۱ - ۷ ایران  |
| وزن               | آلمان             | نتیجه             | ایران              |
| ----------------- | ----------------- | ----------------- | ------------------ |
| ۵۹ ک‌گ             | کریستوفر کرایمر   | ۰ – ۲             | محسن حاجی‌پور       |
| ۶۶ ک‌گ             | اریک وایس         | ۰ – ۲             | مهدی زیدوند        |
| ۷۱ ک‌گ             | ماکسیمیلیان شوابه | ۰ – ۷             | محمدعلی گرایی      |
| ۷۵ ک‌گ             | فلوریان نومایر    | ۲ – ۷             | سعید عبدولی        |
| ۸۰ ک‌گ             | پاسکال ایزیلی     | ۲ – ۱۱            | یوسف قادریان       |
| ۸۵ ک‌گ             | رامسین عزیزسر     | ۱ – ۲             | حسین نوری          |
| ۹۸ ک‌گ             | اولیور هاسلر      | ۰ – ۵             | سیدمصطفی صالحی‌زاده |
| ۱۳۰ ک‌گ            | ادوارد پوپ        | ۵ – ۲             | امیر قاسمی منجزی   |

| ایران ۳ - ۵ روسیه | ایران ۳ - ۵ روسیه  | ایران ۳ - ۵ روسیه | ایران ۳ - ۵ روسیه |
| وزن               | ایران              | نتیجه             | روسیه             |
| ----------------- | ------------------ | ----------------- | ----------------- |
| ۵۹ ک‌گ             | سامان عبدولی       | ۱ – ۳             | مینیگیان سمنوف    |
| ۶۶ ک‌گ             | علی ارسلان         | ۴ – ۷             | آرتم سورکوف       |
| ۷۱ ک‌گ             | محمدعلی گرایی      | ۴ – ۰             | ابویزید مانتسیگوف |
| ۷۵ ک‌گ             | سعید عبدولی        | ۱ – ۵             | رومن ولاسوف       |
| ۸۰ ک‌گ             | یوسف قادریان       | ۳ – ۰             | رمضان آباچارائف   |
| ۸۵ ک‌گ             | حسین نوری          | ۰ – ۹             | داویت چاکواتزه    |
| ۹۸ ک‌گ             | سیدمصطفی صالحی‌زاده | ۲ – ۰             | ماکسیم استفاریان  |
| ۱۳۰ ک‌گ            | بهنام مهدی‌زاده     | ۱ – ۲             | سرگی سمینوف       |

| آلمان ۶ - ۲ قزاقستان | آلمان ۶ - ۲ قزاقستان | آلمان ۶ - ۲ قزاقستان | آلمان ۶ - ۲ قزاقستان |
| وزن                  | آلمان                | نتیجه                | قزاقستان             |
| -------------------- | -------------------- | -------------------- | -------------------- |
| ۵۹ ک‌گ                | کریستوفر کرایمر      | ۴ – ۳                | ژانسیریک سارسینبایف  |
| ۶۶ ک‌گ                | اریک وایس            | ۰ – ۵                | دانیار کالینوف       |
| ۷۱ ک‌گ                | ماکسیمیلیان شوابه    | ۰ – ۱                | دیمیو ژادرایف        |
| ۷۵ ک‌گ                | فلوریان نومایر       | ۳ – ۰                | تامرلان شادوکایف     |
| ۸۰ ک‌گ                | پاسکال ایزیلی        | ۵ – ۱                | دولت ژاکسیلیکوف      |
| ۸۵ ک‌گ                | رامسین عزیزسر        | ۲ – ۱                | عظمت کاستوبایف       |
| ۹۸ ک‌گ                | اولیور هاسلر         | ۴ – ۲                | علیم‌خان سیزدیکوف     |
| ۱۳۰ ک‌گ               | ادوارد پوپ           | ۶ – ۳                | دامیر کاظم‌بایف       |

| آلمان ۱ - ۷ روسیه | آلمان ۱ - ۷ روسیه | آلمان ۱ - ۷ روسیه | آلمان ۱ - ۷ روسیه |
| وزن               | آلمان             | نتیجه             | روسیه             |
| ----------------- | ----------------- | ----------------- | ----------------- |
| ۵۹ ک‌گ             | کریستوفر کرایمر   | ۱ – ۳             | استپان ماریاین    |
| ۶۶ ک‌گ             | اریک وایس         | ۱ – ۵             | الکسی کیانیکین    |
| ۷۱ ک‌گ             | ماکسیمیلیان شوابه | ۰ – ۴ض‌ف           | یوری دنیس‌اف       |
| ۷۵ ک‌گ             | فلوریان نومایر    | ۱ – ۶             | چنگیز لابازانوف   |
| ۸۰ ک‌گ             | پاسکال ایزیلی     | ۴ – ۱۰            | عدلان آکبف        |
| ۸۵ ک‌گ             | رامسین عزیزسر     | ۱ – ۲             | اوگنی سالیف       |
| ۹۸ ک‌گ             | پیتر اوهلر        | ۱ – ۱             | ماکسیم استفاریان  |
| ۱۳۰ ک‌گ            | کریستین جان       | ۰ – ۴ض‌ف           | سرگی سمینوف       |

| ایران ۶ - ۲ قزاقستان | ایران ۶ - ۲ قزاقستان | ایران ۶ - ۲ قزاقستان | ایران ۶ - ۲ قزاقستان |
| وزن                  | ایران                | نتیجه                | قزاقستان             |
| -------------------- | -------------------- | -------------------- | -------------------- |
| ۵۹ ک‌گ                | محسن حاجی‌پور         | ۲ – ۱                | ژانسیریک سارسینبایف  |
| ۶۶ ک‌گ                | علی ارسلان           | ۳ – ۲                | دانیار کالینوف       |
| ۷۱ ک‌گ                | افشین بیابانگرد      | ۱ – ۱                | دیمیو ژادرایف        |
| ۷۵ ک‌گ                | رسول گرمسیری         | ۰ – ۳                | ماخات یرژیپوف        |
| ۸۰ ک‌گ                | رامین طاهری          | ۳ – ۰                | دولت ژاکسیلیکوف      |
| ۸۵ ک‌گ                | مهدی فلاح            | ۱ – ۱                | عظمت کاستوبایف       |
| ۹۸ ک‌گ                | مهدی علیاری          | ۱۰ – ۱               | علیم‌خان سیزدیکوف     |
| ۱۳۰ ک‌گ               | بهنام مهدی‌زاده       | ۲ – ۰                | دامیر کاظم‌بایف       |

### گروه ۲
| تیم              | بازی | برد | باخت |
| ---------------- | ---- | --- | ---- |
| جمهوری آذربایجان | ۳    | ۳   | ۰    |
| ترکیه            | ۳    | ۲   | ۱    |
| اوکراین          | ۳    | ۱   | ۲    |
| بلاروس           | ۳    | ۰   | ۳    |

| ترکیه ۳ - ۵ جمهوری آذربایجان | ترکیه ۳ - ۵ جمهوری آذربایجان | ترکیه ۳ - ۵ جمهوری آذربایجان | ترکیه ۳ - ۵ جمهوری آذربایجان |
| وزن                          | ترکیه                        | نتیجه                        | جمهوری آذربایجان             |
| ---------------------------- | ---------------------------- | ---------------------------- | ---------------------------- |
| ۵۹ ک‌گ                        | همت رستم                     | ۶ض‌ف – ۳                      | روشن بایراموف                |
| ۶۶ ک‌گ                        | آتاکان یوکسل                 | ۵ – ۲                        | کامران ممدوف                 |
| ۷۱ ک‌گ                        | ایلکر سومنز                  | ۱ – ۱                        | حسن علیف                     |
| ۷۵ ک‌گ                        | امراه کوش                    | ۱ – ۳                        | الوین مورسالیف               |
| ۸۰ ک‌گ                        | اصلان آتم                    | ۴ – ۲                        | رفیق حسینوف                  |
| ۸۵ ک‌گ                        | متهان بسار                   | ۰ – ۷                        | اسلام عباس‌اف                 |
| ۹۸ ک‌گ                        | جنک ایلدم                    | ۱ – ۳                        | اورخان نورایف                |
| ۱۳۰ ک‌گ                       | علی‌نایل ارسلان               | ۰ – ۲                        | صباح شریعتی                  |

| اوکراین ۶ - ۲ بلاروس | اوکراین ۶ - ۲ بلاروس | اوکراین ۶ - ۲ بلاروس | اوکراین ۶ - ۲ بلاروس |
| وزن                  | اوکراین              | نتیجه                | بلاروس               |
| -------------------- | -------------------- | -------------------- | -------------------- |
| ۵۹ ک‌گ                | ژورا آبوویان         | ۸ – ۴                | ماکسیم کاژارسکی      |
| ۶۶ ک‌گ                | پرویز نصیب‌اف         | ۳ – ۲                | یاروسلاو کارداش      |
| ۷۱ ک‌گ                | روسلان ایسرافیلوف    | ۰ – ۲                | پاول لیاخ            |
| ۷۵ ک‌گ                | میکولا دارگان        | ۹ض‌ف – ۱              | ایگور کاسیانکوف      |
| ۸۰ ک‌گ                | دیمیتری پیشکوف       | ۳ – ۰                | رادیک کولیف          |
| ۸۵ ک‌گ                | یوری شکریوبا         | ۲ – ۱                | میکالای استادوب      |
| ۹۸ ک‌گ                | ولادمیر واسیلیف      | ۷ – ۱                | ایگور یاسکاوتس       |
| ۱۳۰ ک‌گ               | اولکساندر چرنتسکی    | ۴ – ۴                | گئورگی چوگاشویلی     |

| بلاروس ۳ - ۵ جمهوری آذربایجان | بلاروس ۳ - ۵ جمهوری آذربایجان | بلاروس ۳ - ۵ جمهوری آذربایجان | بلاروس ۳ - ۵ جمهوری آذربایجان |
| وزن                           | بلاروس                        | نتیجه                         | جمهوری آذربایجان              |
| ----------------------------- | ----------------------------- | ----------------------------- | ----------------------------- |
| ۵۹ ک‌گ                         | ماکسیم کاژارسکی               | ۲ – ۱                         | طالح ممدوف                    |
| ۶۶ ک‌گ                         | یاروسلاو کارداش               | ۰ – ۸                         | نوفال بابائف                  |
| ۷۱ ک‌گ                         | پاول لیاخ                     | ۰ – ۸                         | حسن علیف                      |
| ۷۵ ک‌گ                         | ایگور کاسیانکوف               | ۲ – ۱۰                        | الوین مورسالیف                |
| ۸۰ ک‌گ                         | رادیک کولیف                   | ۰ – ۲                         | رفیق حسینوف                   |
| ۸۵ ک‌گ                         | میکالای استادوب               | ۰ – ۳                         | اسلام عباس‌اف                  |
| ۹۸ ک‌گ                         | ایگور یاسکاوتس                | ۸ – ۷                         | اورخان نورایف                 |
| ۱۳۰ ک‌گ                        | گئورگی چوگاشویلی              | ب –                           | صباح شریعتی                   |

| اوکراین - ترکیه | اوکراین - ترکیه   | اوکراین - ترکیه | اوکراین - ترکیه |
| وزن             | اوکراین           | نتیجه           | ترکیه           |
| --------------- | ----------------- | --------------- | --------------- |
| ۵۹ ک‌گ           | ژورا آبوویان      | ۰ – ۹           | همت رستم        |
| ۶۶ ک‌گ           | پرویز نصیب‌اف      | ۲ – ۱           | آتاکان یوکسل    |
| ۷۱ ک‌گ           | روسلان ایسرافیلوف | ۱ – ۲           | ایلکر سومنز     |
| ۷۵ ک‌گ           | میکولا دارگان     | ۱ – ۵           | امراه کوش       |
| ۸۰ ک‌گ           | دیمیتری پیشکوف    | ۴ – ۱           | اصلان آتم       |
| ۸۵ ک‌گ           | یوری شکریوبا      | ۱ – ۴           | متهان بسار      |
| ۹۸ ک‌گ           | ولادمیر واسیلیف   | ۰ – ۸           | سلیمان دمیرچی   |
| ۱۳۰ ک‌گ          | اولکساندر چرنتسکی | ۸ – ۰           | علی‌نایل ارسلان  |

| اوکراین ۳ - ۵ جمهوری آذربایجان | اوکراین ۳ - ۵ جمهوری آذربایجان | اوکراین ۳ - ۵ جمهوری آذربایجان | اوکراین ۳ - ۵ جمهوری آذربایجان |
| وزن                            | اوکراین                        | نتیجه                          | جمهوری آذربایجان               |
| ------------------------------ | ------------------------------ | ------------------------------ | ------------------------------ |
| ۵۹ ک‌گ                          | ژورا آبوویان                   | ۱ – ۹                          | طالح ممدوف                     |
| ۶۶ ک‌گ                          | پرویز نصیب‌اف                   | ۲ – ۲                          | کامران ممدوف                   |
| ۷۱ ک‌گ                          | روسلان ایسرافیلوف              | ۰ – ۷                          | رسول چونایف                    |
| ۷۵ ک‌گ                          | آرتم ماتیاش                    | ۱ – ۱۱                         | الوین مورسالیف                 |
| ۸۰ ک‌گ                          | دیمیتری پیشکوف                 | ۳ – ۱                          | رفیق حسینوف                    |
| ۸۵ ک‌گ                          | یوری شکریوبا                   | ۱ – ۳                          | اسلام عباس‌اف                   |
| ۹۸ ک‌گ                          | ولادمیر واسیلیف                | ۱ – ۱                          | اورخان نورایف                  |
| ۱۳۰ ک‌گ                         | میکولا کوچمی                   | ۲ – ۱                          | اویان نظریانی                  |

| بلاروس ۲ - ۶ ترکیه | بلاروس ۲ - ۶ ترکیه | بلاروس ۲ - ۶ ترکیه | بلاروس ۲ - ۶ ترکیه |
| وزن                | بلاروس             | نتیجه              | ترکیه              |
| ------------------ | ------------------ | ------------------ | ------------------ |
| ۵۹ ک‌گ              | ماکسیم کاژارسکی    | ۱ – ۲              | همت رستم           |
| ۶۶ ک‌گ              | یاروسلاو کارداش    | – ب                | انس باشار          |
| ۷۱ ک‌گ              | پاول لیاخ          | ۱ – ۲              | ایلکر سومنز        |
| ۷۵ ک‌گ              | ایگور کاسیانکوف    | ۱ – ۲              | امراه کوش          |
| ۸۰ ک‌گ              | رادیک کولیف        | ۲ – ۱              | اصلان آتم          |
| ۸۵ ک‌گ              | میکالای استادوب    | ۲ – ۱              | متهان بسار         |
| ۹۸ ک‌گ              | ایگور یاسکاوتس     | ۰ – ۸              | سلیمان دمیرچی      |
| ۱۳۰ ک‌گ             | گئورگی چوگاشویلی   | ۰ – ۲              | علی‌نایل ارسلان     |

## مسابقات نهایی
| روسیه ۵ - ۳ جمهوری آذربایجان | روسیه ۵ - ۳ جمهوری آذربایجان | روسیه ۵ - ۳ جمهوری آذربایجان | روسیه ۵ - ۳ جمهوری آذربایجان |
| وزن                          | روسیه                        | نتیجه                        | جمهوری‌آذربایجان              |
| ---------------------------- | ---------------------------- | ---------------------------- | ---------------------------- |
| ۵۹ ک‌گ                        | مینیگیان سمنوف               | ۹ – ۲                        | طالح ممدوف                   |
| ۶۶ ک‌گ                        | آرتم سورکوف                  | ۸ – ۰                        | نوفال بابائف                 |
| ۷۱ ک‌گ                        | ابویزید مانتسیگوف            | ۱ – ۲                        | رسول چونایف                  |
| ۷۵ ک‌گ                        | رومن ولاسوف                  | ۲ – ۰                        | الوین مورسالیف               |
| ۸۰ ک‌گ                        | عدلان آکبف                   | ۱ – ۱                        | رفیق حسینوف                  |
| ۸۵ ک‌گ                        | داویت چاکواتزه               | ۲ – ۱                        | اسلام عباس‌اف                 |
| ۹۸ ک‌گ                        | ماکسیم استفاریان             | ۰ – ۳                        | اورخان نورایف                |
| ۱۳۰ ک‌گ                       | سرگی سمینوف                  | ۱ – ۱                        | صباح شریعتی                  |

| ایران ۶ - ۲ ترکیه | ایران ۶ - ۲ ترکیه | ایران ۶ - ۲ ترکیه | ایران ۶ - ۲ ترکیه |
| وزن               | ایران             | نتیجه             | ترکیه             |
| ----------------- | ----------------- | ----------------- | ----------------- |
| ۵۹ ک‌گ             | سامان عبدولی      | ۹ – ۰             | همت رستم          |
| ۶۶ ک‌گ             | مهدی زیدوند       | ۴ – ۰             | آتاکان یوکسل      |
| ۷۱ ک‌گ             | محمدعلی گرایی     | ۹ – ۰             | ایلکر سومنز       |
| ۷۵ ک‌گ             | رسول گرمسیری      | ۱ – ۲             | امراه کوش         |
| ۸۰ ک‌گ             | یوسف قادریان      | ۲ – ۱             | اصلان آتم         |
| ۸۵ ک‌گ             | مهدی فلاح         | ۱م – ۲            | متهان بسار        |
| ۹۸ ک‌گ             | مهدی علیاری       | ۷ – ۱             | جنک ایلدم         |
| ۱۳۰ ک‌گ            | بهنام مهدی‌زاده    | ۲ – ۱             | علی‌نایل ارسلان    |

| آلمان ۵ - ۳ اوکراین | آلمان ۵ - ۳ اوکراین | آلمان ۵ - ۳ اوکراین | آلمان ۵ - ۳ اوکراین |
| وزن                 | آلمان               | نتیجه               | اوکراین             |
| ------------------- | ------------------- | ------------------- | ------------------- |
| ۵۹ ک‌گ               | کریستوفر کرایمر     | ۲ – ۳               | ژورا آبوویان        |
| ۶۶ ک‌گ               | اریک وایس           | ۱ – ۲               | پرویز نصیب‌اف        |
| ۷۱ ک‌گ               | ماکسیمیلیان شوابه   | ۰ – ۳ض‌ف             | روسلان ایسرافیلوف   |
| ۷۵ ک‌گ               | فلوریان نومایر      | ۲ – ۱               | میکولا دارگان       |
| ۸۰ ک‌گ               | پاسکال ایزیلی       | ۷ – ۳               | دیمیتری پیشکوف      |
| ۸۵ ک‌گ               | رامسین عزیزسر       | ۲ – ۰               | یوری شکریوبا        |
| ۹۸ ک‌گ               | پیتر اوهلر          | ۷ – ۰               | ولادمیر واسیلیف     |
| ۱۳۰ ک‌گ              | کریستین جان         | ۰ – ۸               | اولکساندر چرنتسکی   |

| قزاقستان ۶ - ۲ بلاروس | قزاقستان ۶ - ۲ بلاروس | قزاقستان ۶ - ۲ بلاروس | قزاقستان ۶ - ۲ بلاروس |
| وزن                   | قزاقستان              | نتیجه                 | بلاروس                |
| --------------------- | --------------------- | --------------------- | --------------------- |
| ۵۹ ک‌گ                 | ژانسیریک سارسینبایف   | ۷ – ۳                 | ماکسیم کاژارسکی       |
| ۶۶ ک‌گ                 | دانیار کالینوف        | ۰ – ۰م                | یاروسلاو کارداش       |
| ۷۱ ک‌گ                 | دیمیو ژادرایف         | ۲ – ۴                 | پاول لیاخ             |
| ۷۵ ک‌گ                 | ماخات یرژیپوف         | ۱ – ۹                 | ایگور کاسیانکوف       |
| ۸۰ ک‌گ                 | دولت ژاکسیلیکوف       | ۶ – ۱                 | رادیک کولیف           |
| ۸۵ ک‌گ                 | عظمت کاستوبایف        | ۴ – ۱                 | میکالای استادوب       |
| ۹۸ ک‌گ                 | علیم‌خان سیزدیکوف      | ۸ – ۰                 | ایگور یاسکاوتس        |
| ۱۳۰ ک‌گ                | دامیر کاظم‌بایف        | ۶ض‌ف – ۰               | گئورگی چوگاشویلی      |

## جدول رده‌بندی
| تیم              | بازی | برد | باخت |
| ---------------- | ---- | --- | ---- |
| روسیه            | ۴    | ۴   | ۰    |
| جمهوری آذربایجان | ۴    | ۳   | ۱    |
| ایران            | ۴    | ۳   | ۱    |
| ترکیه            | ۴    | ۲   | ۲    |
| آلمان            | ۴    | ۲   | ۲    |
| اوکراین          | ۴    | ۱   | ۳    |
| قزاقستان         | ۴    | ۱   | ۳    |
| بلاروس           | ۴    | ۰   | ۴    |